# Жоффруа I (герцог Бретани)
Жоффруа I (фр. Geoffroi Ier de Bretagne, брет. Jafrez Iañ a Vreizh; около 980 — 20 ноября 1008) — граф Ренна и герцог Бретани с 27 июня 992 года.

## Биография

### Правление
Жоффруа I, сын герцога Конана I, унаследовал герцогство Бретань и графство Ренн после гибели отца в 992 году. В 994 году он нанёс поражение графу Нанта Юдикаэлю и тот был вынужден принести Жоффруа вассальную присягу и выплачивать дань.
Чтобы обеспечить свою власть, после одновременной смерти в 1005 году епископа Эрве и графа Нанта Юдикаэля герцог Бретани назначил новым главой Нантской епархии Готье II (1005—1041).
Жоффруа I скончался 20 ноября 1008 года, возвращаясь из паломничества в Рим.

### Семья
Жена: с 996 года — Авуаза Нормандская (умерла 23 февраля 1034), дочь герцога Нормандии Ричарда I. Дети:
- Ален III (около 997 — 1 октября 1040) — граф Ренна и герцог Бретани с 1008 года
- Эвен[2]
- Эд I (умер в 1079) — граф Пентьевра с 1035 года и герцог Бретани с 1040 года
- Адела (умерла 1067) — аббатиса Сен-Жоржа в Ренне.